# ウィリアム・コール (音楽家)
ウィリアム・チャールズ・コール（William Charles Cole, 1909年10月9日 - 1997年5月9日）は、イングランドの指揮者、作曲家、オルガニスト。

## 生涯
コールは南ロンドンのキャンバーウェルに生まれた。彼はセント・オーラヴズ・グラマー・スクールに通っていたが、ここでは「音楽が学生生活の邪魔になり」奨学金を失いそうになった。彼は王立音楽アカデミーでも学んでおり、1933年にはアカデミーにおいてスチュワート・マクファーソン賞を受賞している。コールは1930年にドーキングのセント・マーティンズ・チャーチのオルガニストに任用され、翌年にはドーキング・カウンティー・スクールの音楽教師となった。これがきっかけとなって、彼は隣町にレイフ・ヴォーン・ウィリアムズが設立したレイス・ヒル音楽祭で地元の合唱団を指揮するようになった。2人は親しい仲となり、コールが1933年に最初の結婚をした際にはヴォーン・ウィリアムズがオルガンを演奏した。
コールは戦時下の数年間、航空省に所属していた。しかし余暇を見つけては合唱指揮を継続し、1945年には王立音楽アカデミーの和声と作曲の学科長職を引き継いで1962年まで留まった。一方、1947年から1963年まではピープルズ・パレス合唱協会の音楽監督を務め、1954年からはヴォーン・ウィリアムズの跡を継いでレイス・ヒル音楽祭の指揮者となった。戦前からヴォーン・ウィリアムズと協力関係にあり、1947年からは彼の助手も務めていたコールは、この頃までにヴォーン・ウィリアムズの楽曲の権威となっていた。コールの指導の下、続く23年間にはヴォーン・ウィリアムズが好まなかった楽曲も取り上げるなどして音楽祭はますます有名になっていった。しかしながら、彼は1954年から1994年までのサヴォイ・チャペルにおける音楽教師としての働きによって音楽界で最も知られるようになる。この40年間にわたる年月の間に、彼はサヴォイ合唱団（コールの母校からも少年合唱隊が加わっていた）を鍛え上げるとともに合唱団へ多くの楽曲を提供した。『テ・デウム』、『主の祈り』、『護国の祈り』（作曲者自筆の写譜が残っている）、『羊飼いの見守る中』などである。また、コールは毎年バッハのオルガン曲演奏会を開催していた。これらの彼による取り組みは、現在も毎年夏のサヴォイで継続されている。
音楽以外ではコールはステンドグラスに専ら関心を抱いており、主にこの分野での専門知識を買われて1979年にロンドン考古協会の会員に選出された。彼は1993年には『英国におけるオランダ及び北ヨーロッパの丸窓目録 A Catalogue of Netherlandish and North European Roundels in Britain』と題した本を出版している。

## 著書
- The Form of Music
- The Rudiments of Music
- Questions and Exercises on Theory of Music
- Folk Songs of England, Ireland, Scotland and Wales